# Water Powers of Western Canada
Water Powers of Western Canada è un cortometraggio muto del 1917 prodotto dalla Essanay di Chicago. Il nome del regista non viene riportato nei credit.

## Produzione
Il film fu prodotto dalla Essanay Film Manufacturing Company.

## Distribuzione
Distribuito dalla General Film Company, il film – un cortometraggio di una bobina – uscì nelle sale cinematografiche USA nel 1917.